# Askers landskommun
Askers landskommun var en tidigare  kommun i Örebro län.

## Administrativ historik
Kommunen inrättades i Askers socken i Askers härad i Närke när 1862 års kommunalförordningar trädde i kraft.
Vid kommunreformen 1952 gick den tidigare kommunen Lännäs och en del av Svennevad upp i Asker.
1971 gick den i sin helhet upp i Örebro kommun.
Kommunkoden 1952-1970 var 1805.

### Kyrklig tillhörighet
I kyrkligt hänseende tillhörde kommunen Askers församling. Den 1 januari 1952 tillkom Lännäs församling.

## Geografi
Askers landskommun omfattade den 1 januari 1952 en areal av 313,88 km², varav 289,23 km² land. Efter nymätningar och arealberäkningar färdiga den 1 januari 1960 landskommunen den 1 november 1960 en areal av 318,39 km², varav 295,72 km² land.

### Tätorter i kommunen 1960
| Tätort               | Folkmängd |
| -------------------- | --------- |
| Breven               | 358       |
| Odensbacken, del ava | 332       |
| Kilsmo               | 303       |

Tätortsgraden i kommunen var den 1 november 1960 22,7 procent.

## Politik

### Mandatfördelning i valen 1938-1966
| 13 | 5 | 6 |  |

| 25 |

| 13 | 6 | 5 |  |

| 25 |

| 12 | 7 | 5 |  |

| 24 |

| 16 | 8 | 9 | 2 |

| 33 |

| 15 | 9 | 8 | 3 |

| 33 |

| 14 | 11 | 7 | 3 |

| 32 |

| 15 | 11 | 7 | 2 |

| 31 |

| 14 | 11 | 6 | 2 | 2 |

| 32 |